# Qufu
Qufu (chineză simplificată: 曲阜, pronounțat [tɕʰy.fu]) este un oraș din provincia Shandong, estul Chinei. Acesta este situat la aproximativ 130 km la sud de capitala provinciei, Jinan, și la 45 km nord-est de Jining. Qufu are o suprafață de 815 kilometri pătrați și o populație totală de 653.000 de locuitori, din care 188.000 în zone urbane.
Qufu este cel mai bine cunoscut ca fiind orașul natal al lui Confucius, despre care se crede în mod tradițional că s-a născut în apropiere de Muntele Ni. Orașul conține numeroase palate istorice, temple și cimitire. Trei dintre cele mai renumite puncte culturale ale orașului, colectiv cunoscute sub numele de San Kong (三孔; „cele trei [locuri] confucianiste”), sunt Templul lui Confucius (chineză simplificată: 孔庙; pinyin: Kǒngmiào), Cimitirul lui Confucius (chineză simplificată: 孔林; pinyin: Kǒnglín) și Conacul Familiei Kong (chineză simplificată: 孔府; pinyin: Kǒngfǔ). Împreună, acestea trei au fost enumerate ca fiind un loc din patrimoniul mondial UNESCO din 1994.

## Etimologie
Numele Qufu înseamnă, literalmente, „deal strâmb” și se referă la un deal lung de 1,5 km, care era parte a orașului pe vremea când era capitala de stat a Lu.

## Geografie

### Climat
În Qufu, cantitatea medie anuală de precipitații este de 666,3 mm, iar temperatura medie anuală este de 13,6 °C.

## Transport

### Transport feroviar
Calea feroviară de mare viteză Beijing–Shanghai, care s-a deschis în 2011, trece prin Qufu. Această linie oprește în Gara Qufu Est, situată la câțiva kilometri sud-est de oraș (35°33′23″N 117°03′49″E / 35.556390°N 117.063656°E). Timp de un secol, cei mai mulți pasageri care călătoreau către sau de la Qufu foloseau gara din Yanzhou, la 15 km spre vest.

### Transport rutier
Autostrada națională 104 și Autostrada Națională 327 traversează Qufu.

## Economie
Economia Qufu constă dintr-un număr de industrii diferite. Agricultura, în special producția de cereale, este o industrie importantă pentru oraș. Celelalte principale industrii sunt cele de prelucrare a produselor alimentare, textilă, a materialelor de construcții, chimică, minieră, farmaceutică, a fabricării a hârtiei și utilaje industriale. Qufu beneficiază și de pe urma turismului, organizând o serie de festivaluri culturale și expoziții, în mare măsură centrate pe Confucius.

### Resurse naturale
Principalele depozite de minerale includ cărbune, fosfor și calcar.

## Educație
În Qufu se află Universitatea Normală Qufu, care are un campus și în Rizhao. Universitatea, fondată în 1955, oferă 87 de specializări de licență, 25 de diplome de master și 11 doctorate.

## Religie
Qufu este un centru tradițional pentru confucianism, fiind zona unde Confucius s-a născut. Orașul este casa celui mai sfânt Templu al lui Confucius, Mausoleului lui Confucius și Conacului Familiei Kong. Orașul are, de asemenea, o ramură a Sfântei Biserici Confucianiste (în chineză simplificată: 孔圣堂; pinyin: Kǒngshèngtáng) și găzduiește sediul central al Federației de Cultură Confucianistă.

## Galerie

Templul lui Confucius
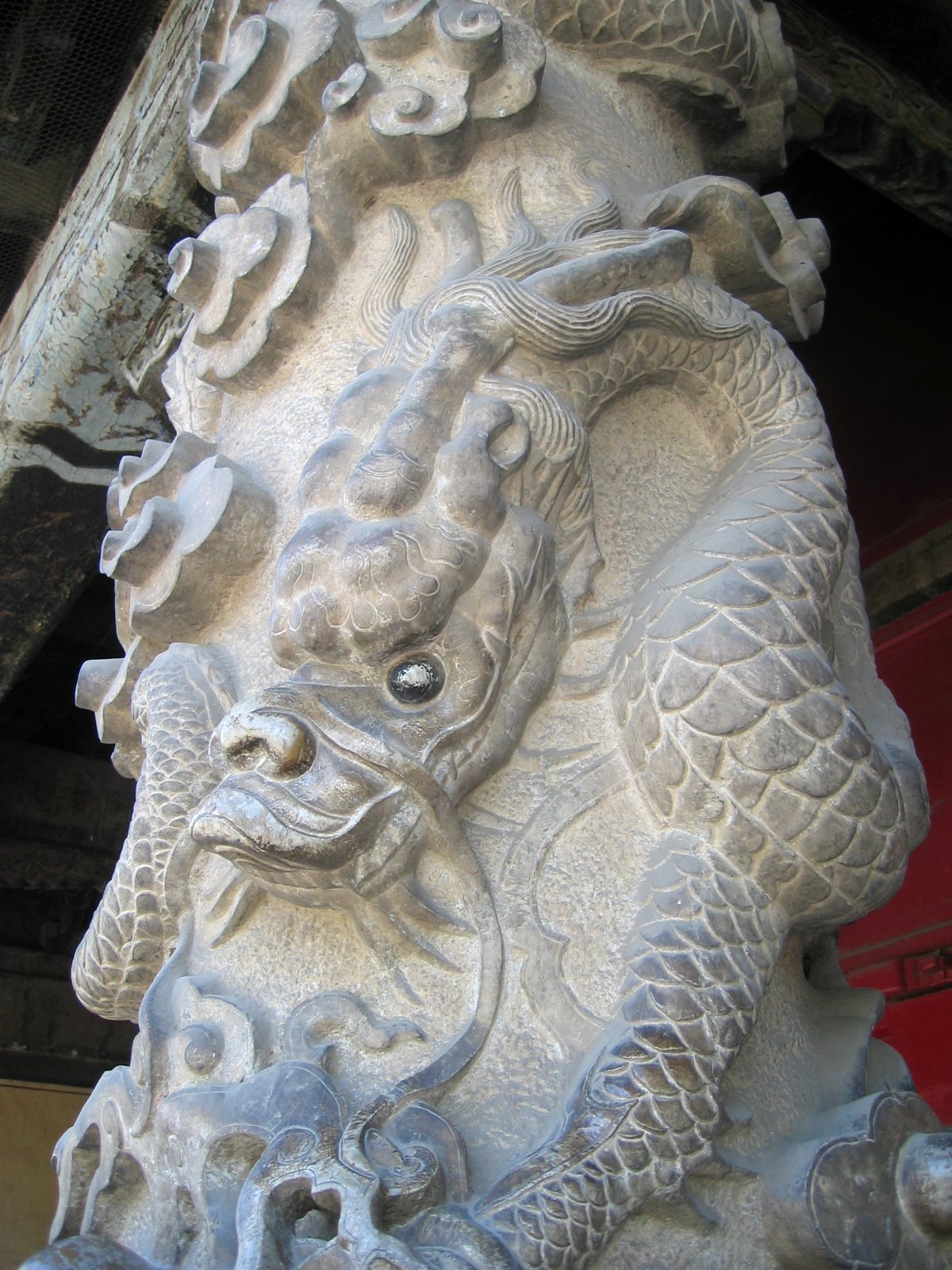
Stâlp cu dragon în fața Sălii Dacheng

Templul lui Yan Hui
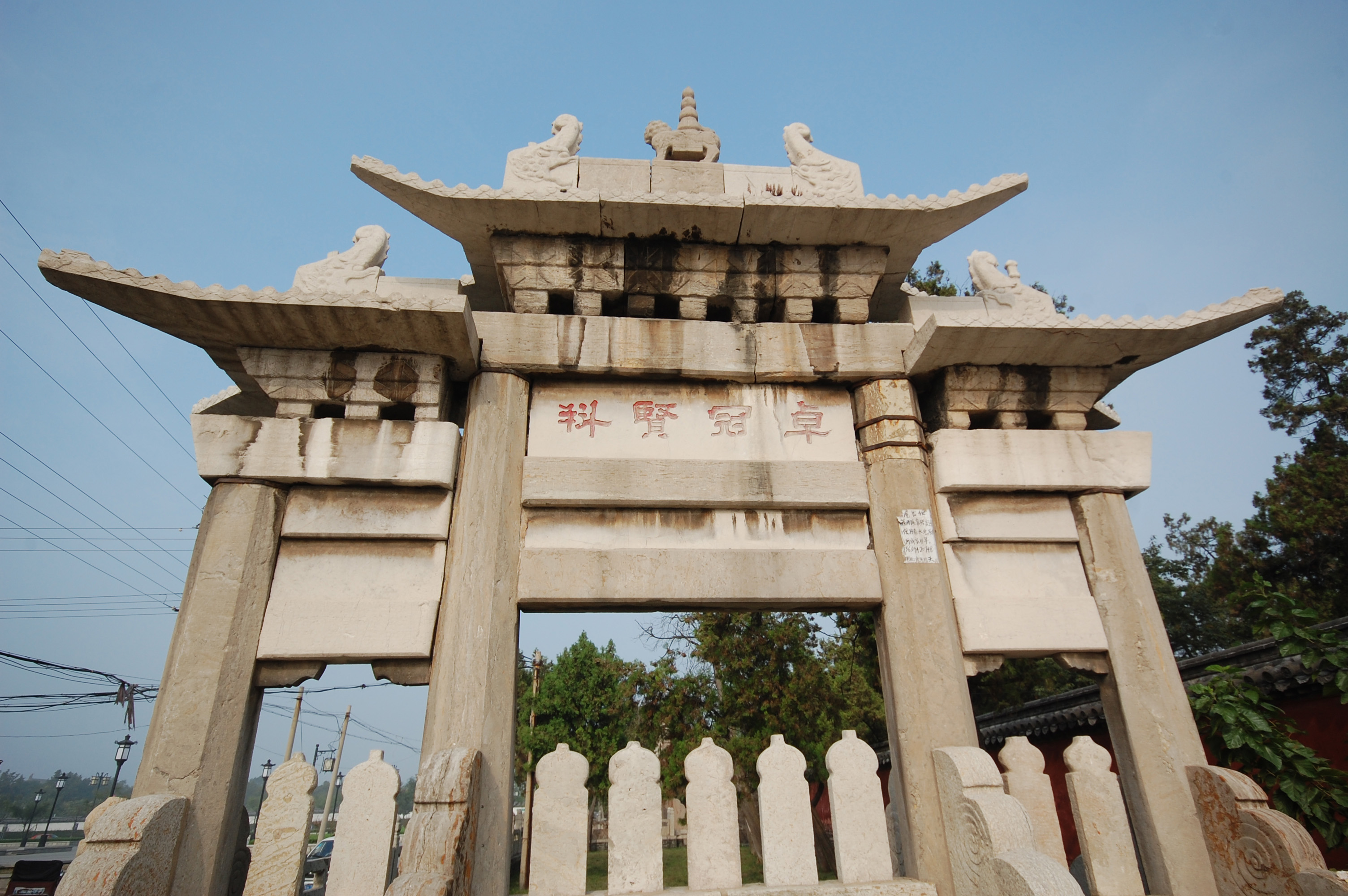
Poartă de acces
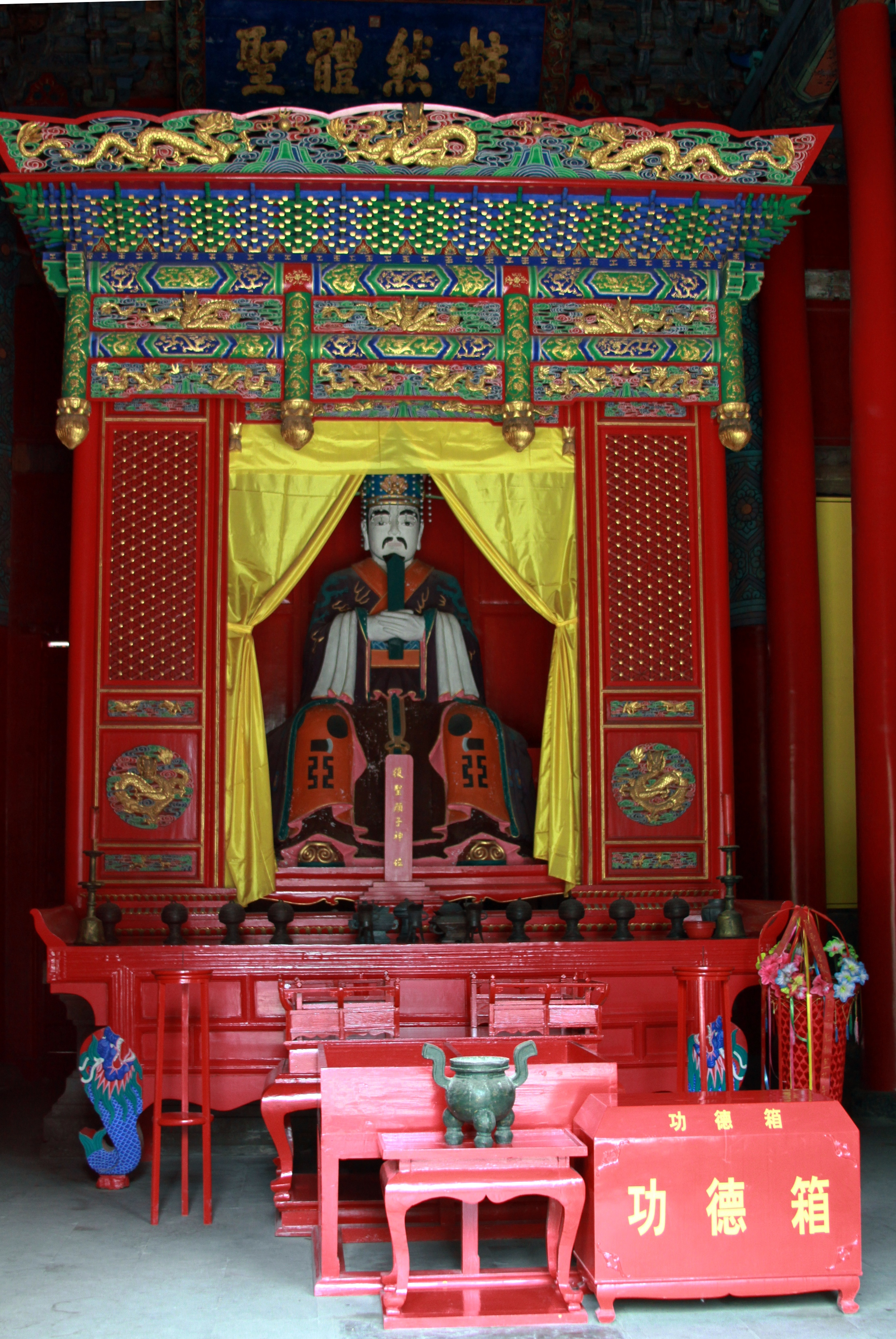
Sanctuar
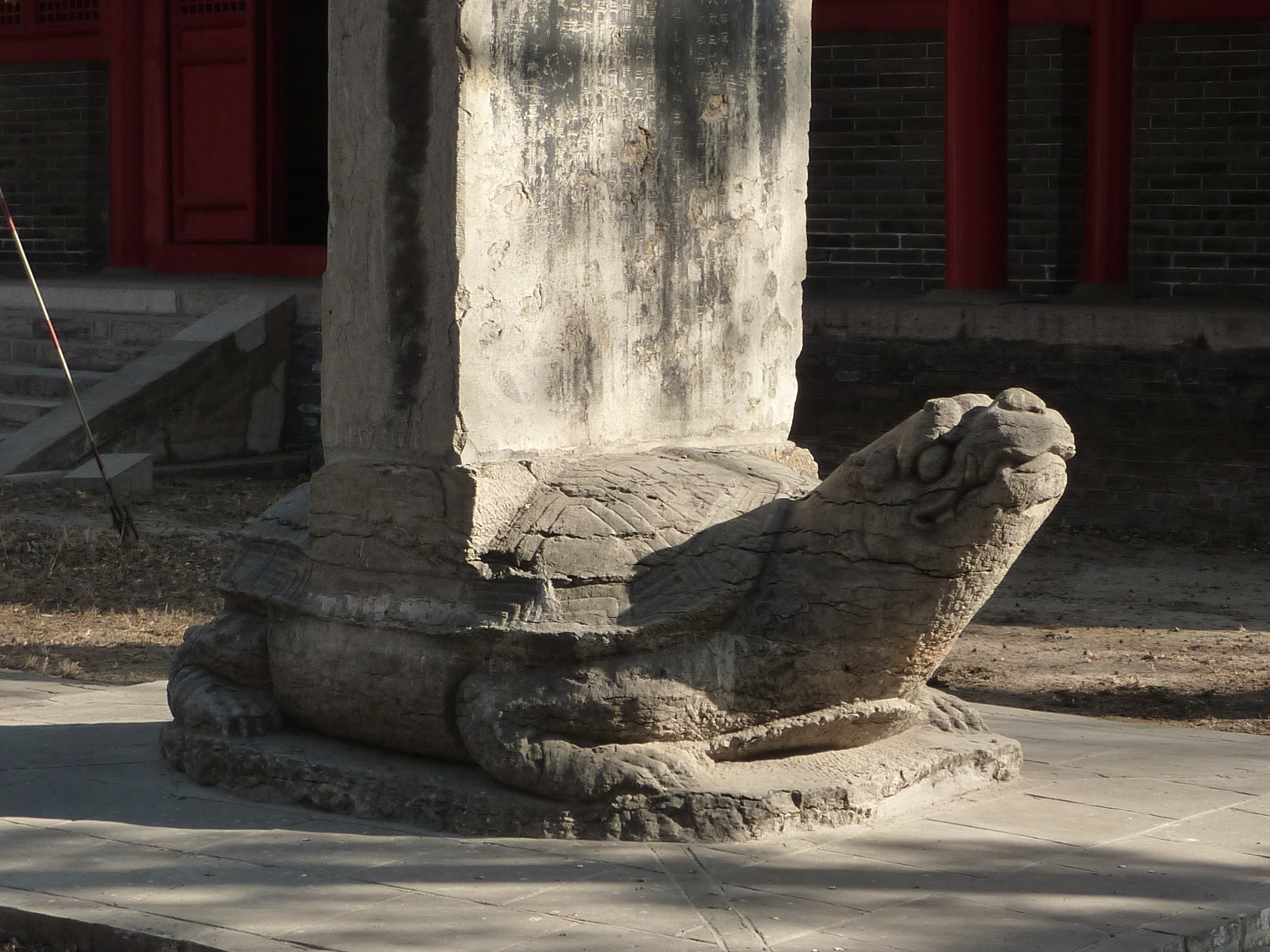
Stelă în memoria reconstruirii templului, în anul 9 al erei Zhizheng (1349)
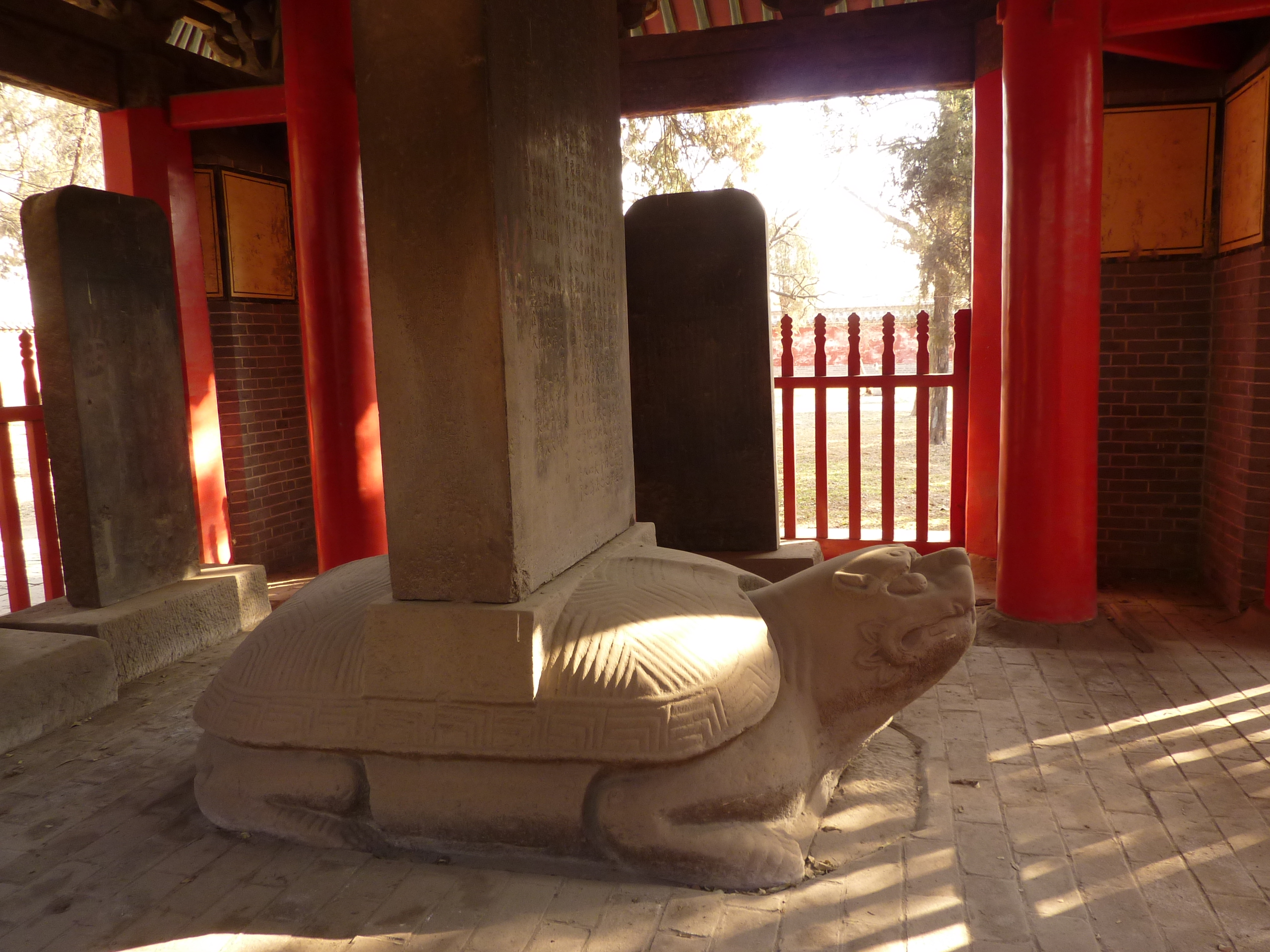
Stelă în memoria reconstruirii templului, anul 6 al erei Zhengtong (1441)
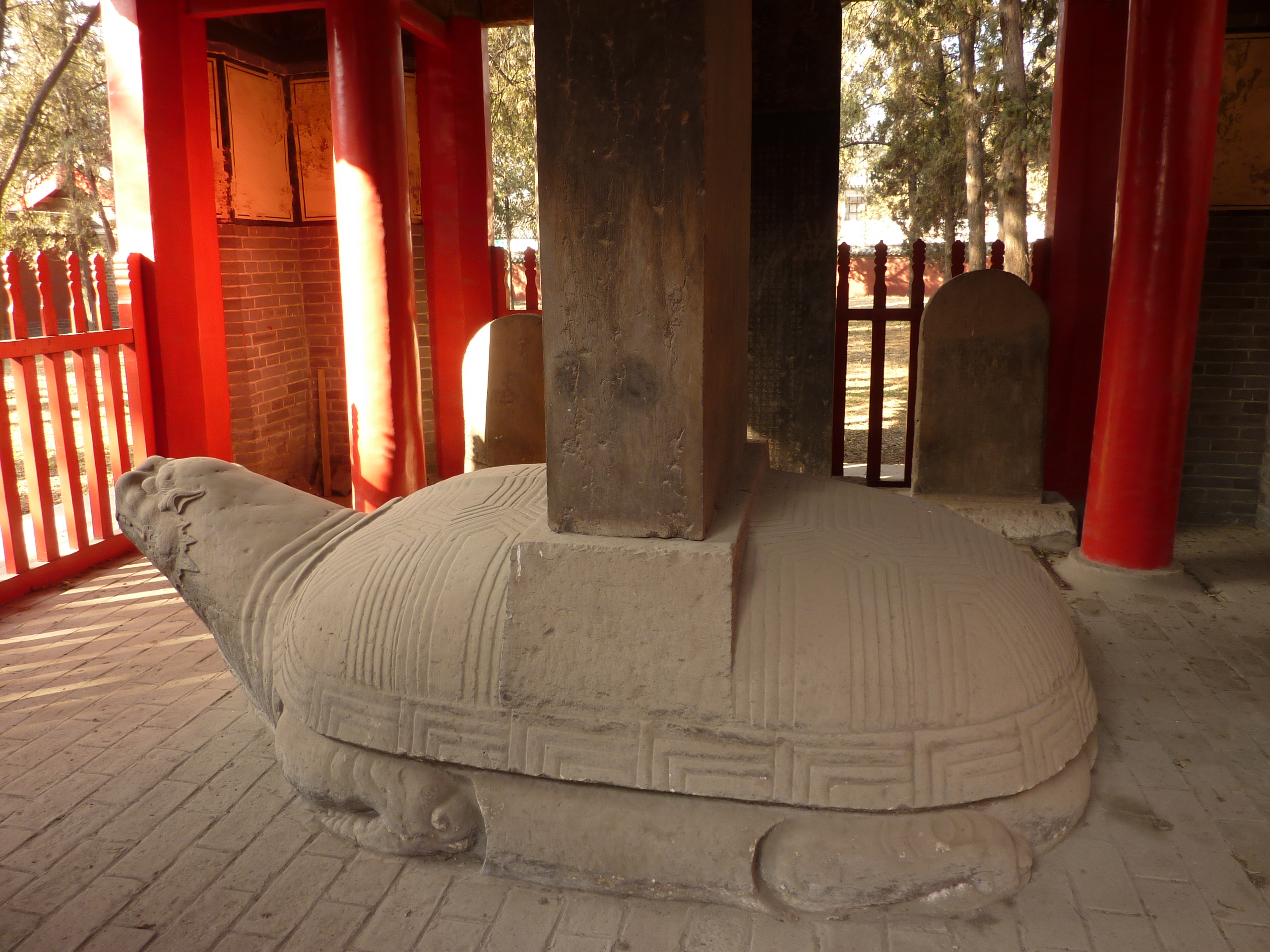
Stelă în memoria reconstruirii templului, anul 4 al erei Zhengde (1509)

Cimitirul lui Confucius
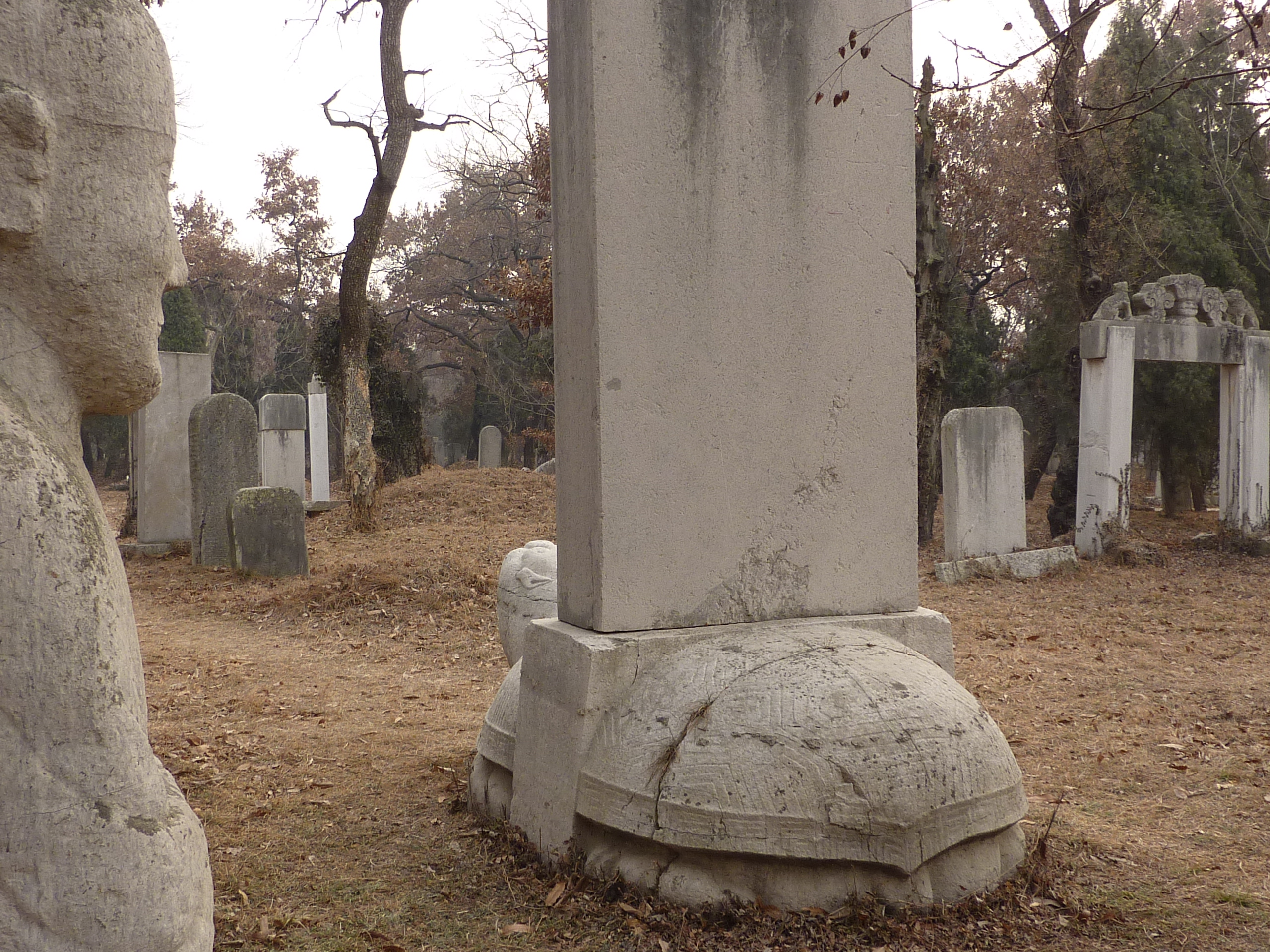
Aleea Spiritelor lui Kong Yanjin
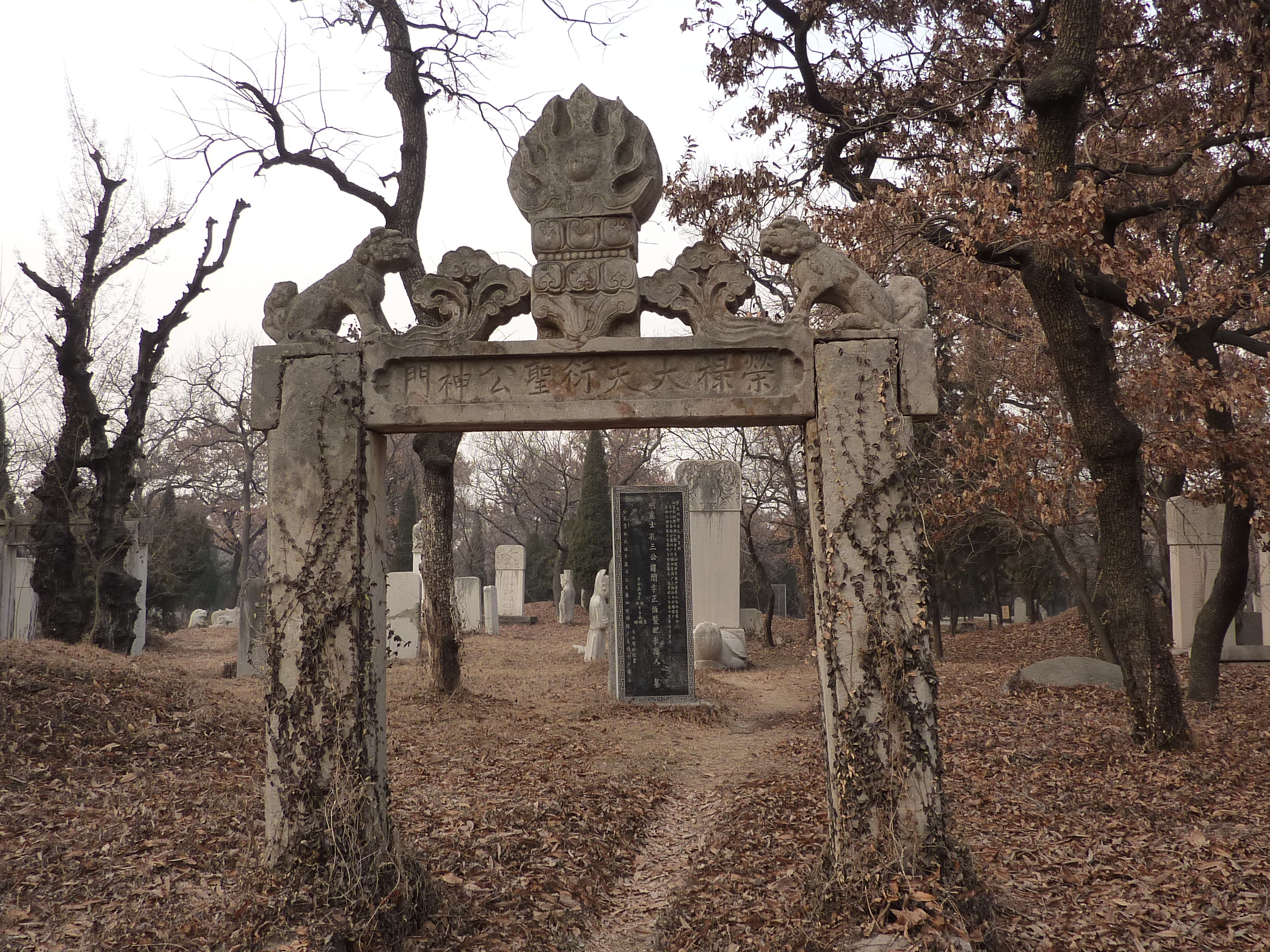
Aleea Spiritelor lui Kong Yanjin
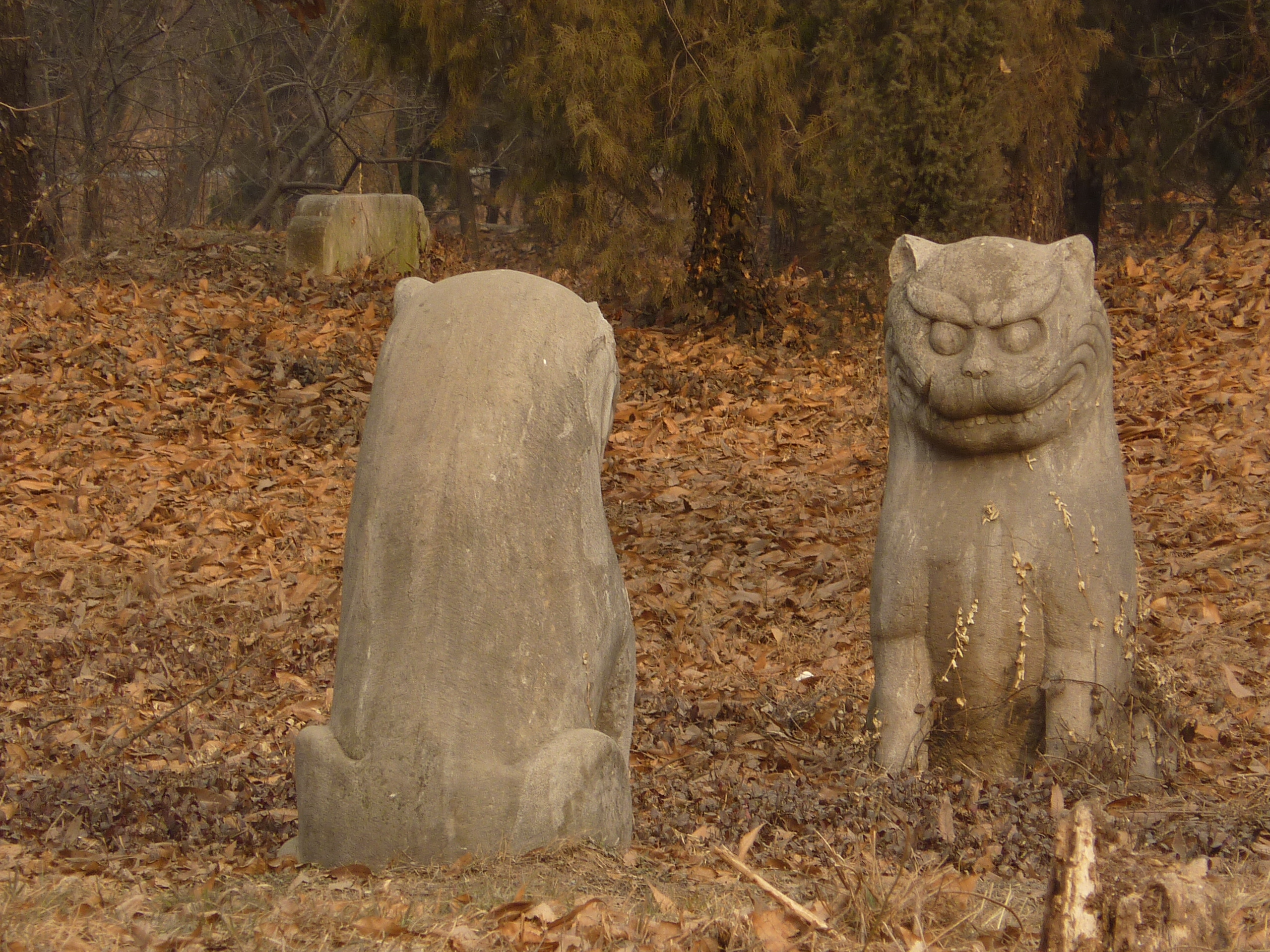
Aleea Spiritelor lui Kong Zhengan
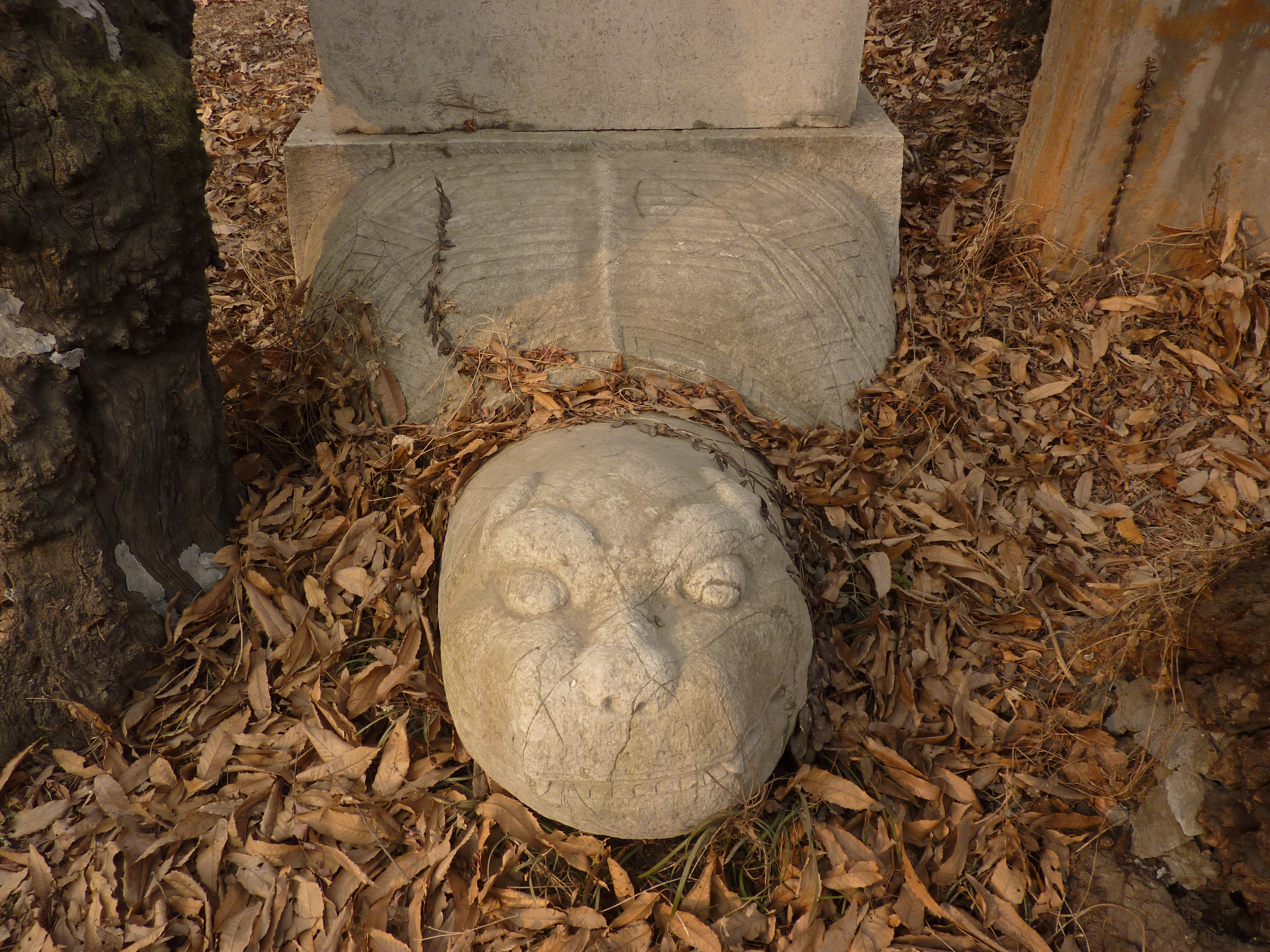
Bixi al lui Kong Hongtai
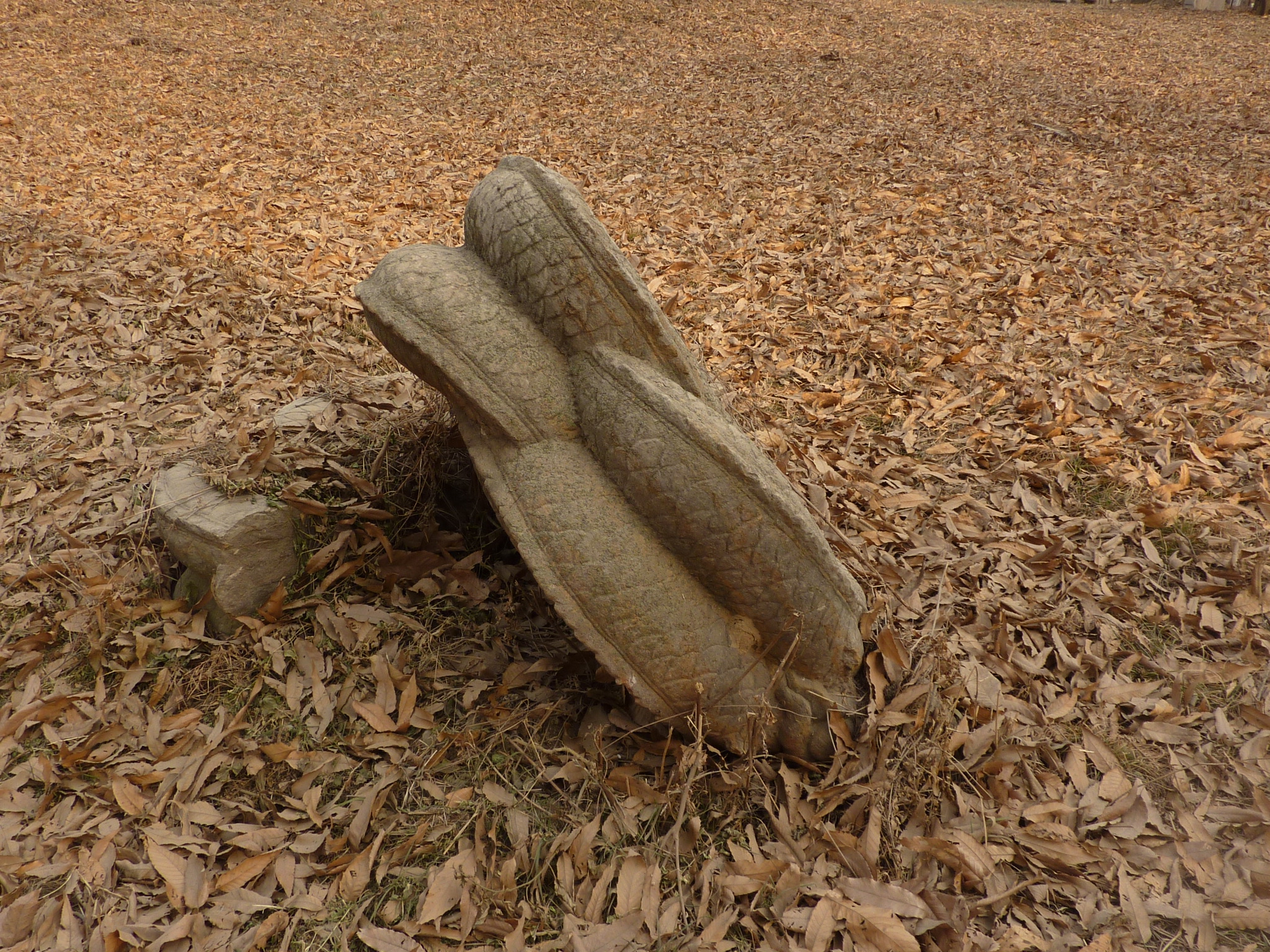
Coroană pierdută a unei stele din era Ming
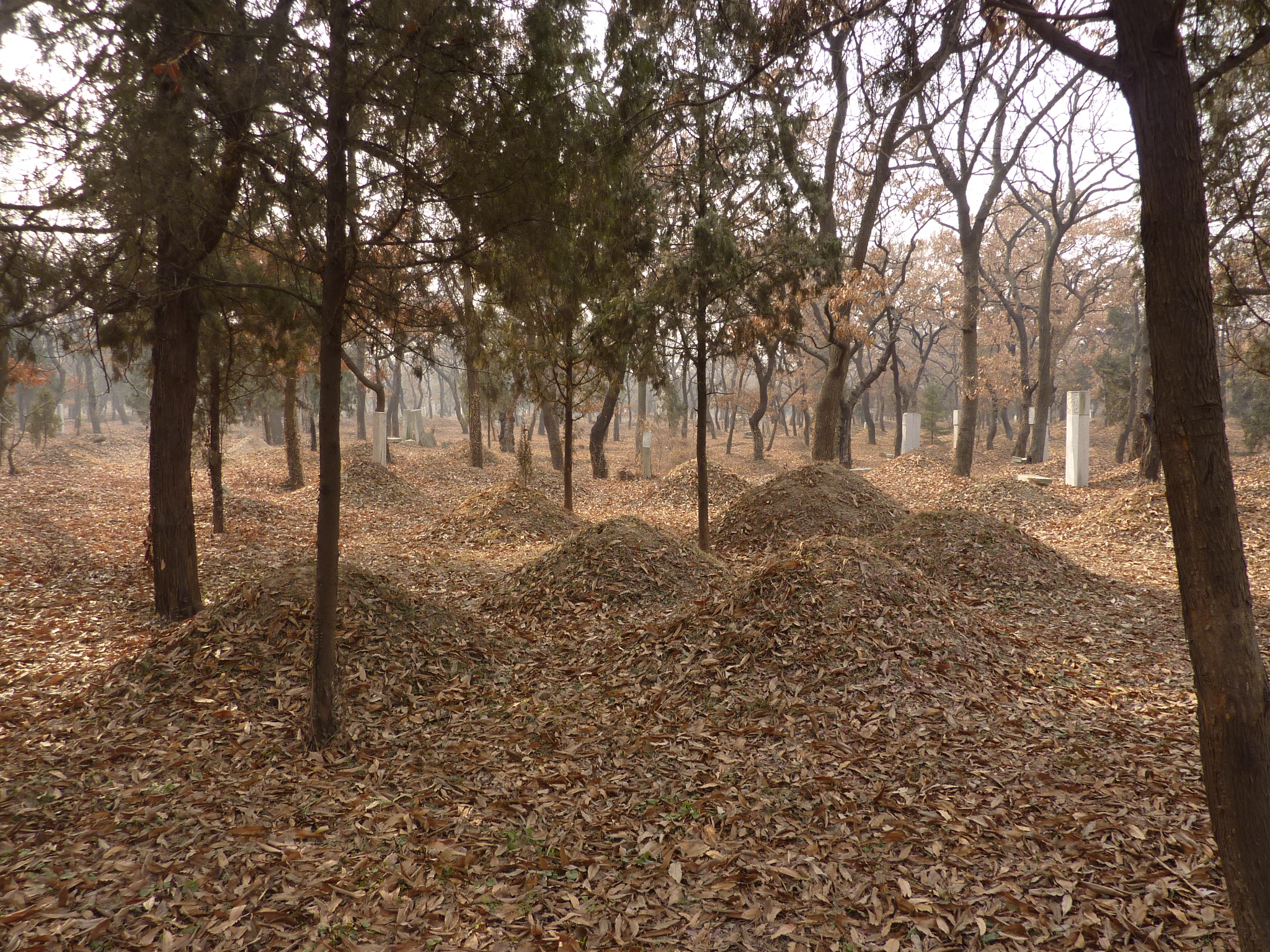
Peisaj din cimitir

Alte obiective turistice
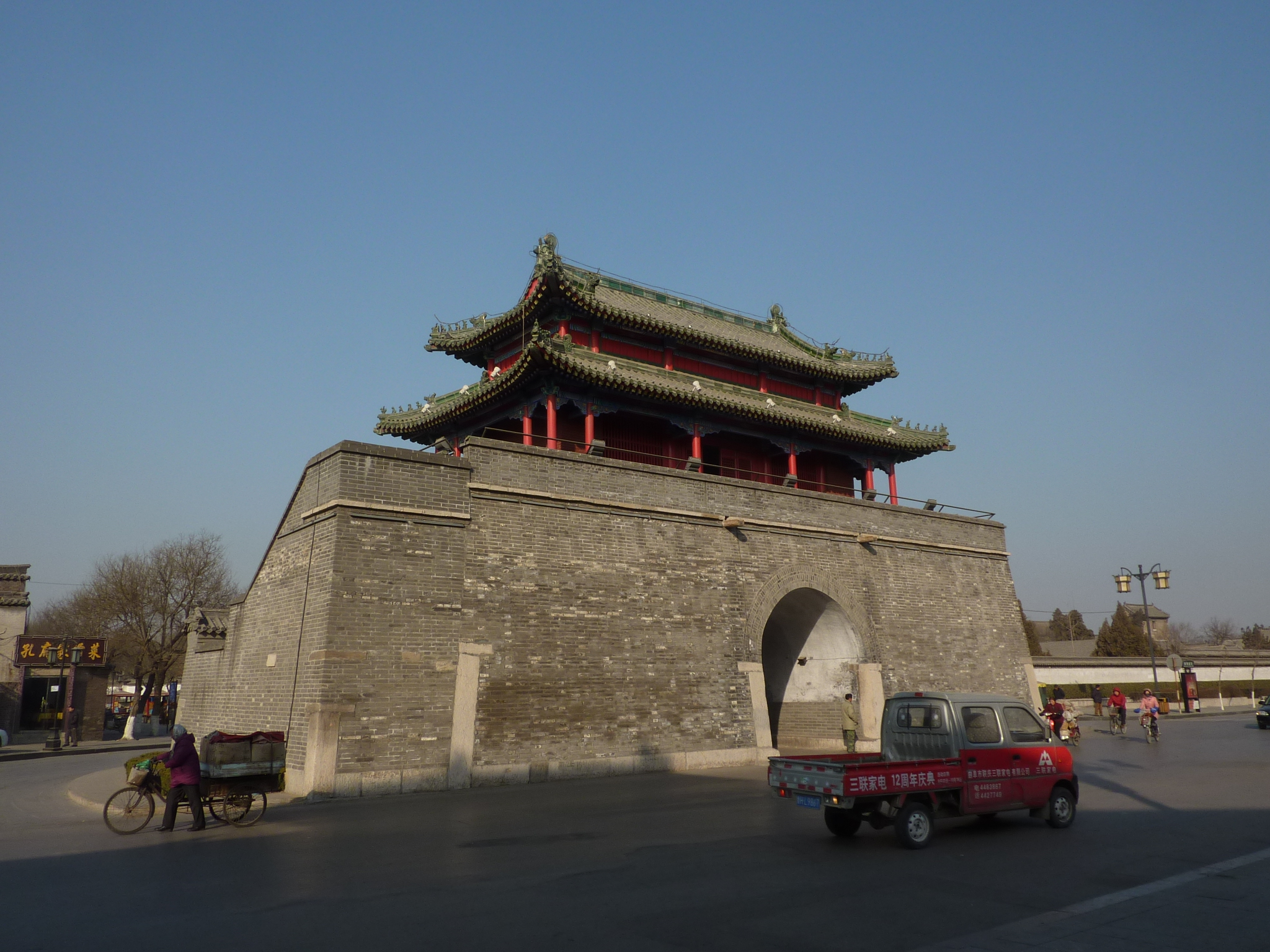
Turnul tobelor - centrul cetății
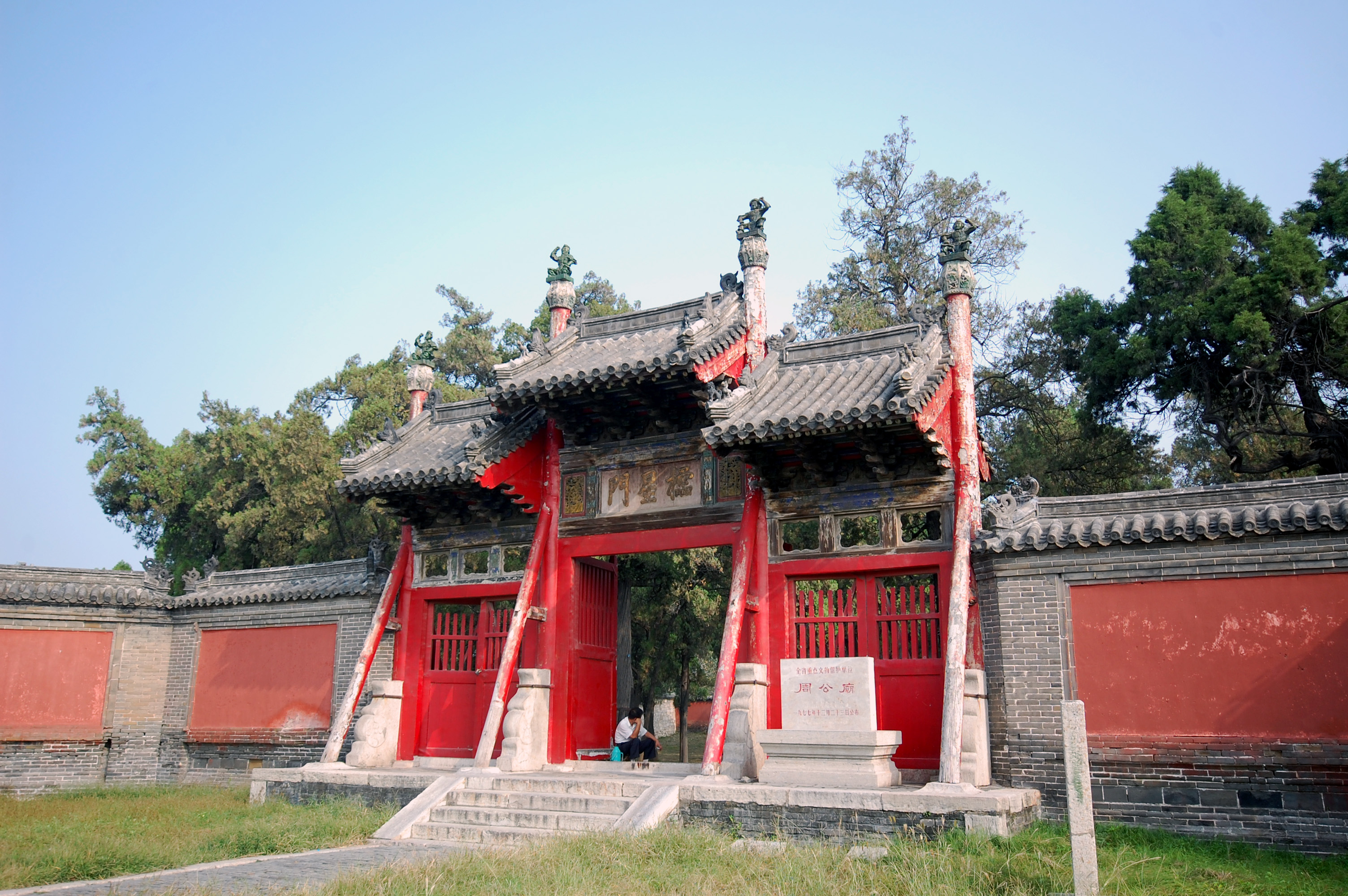
Templul Ducelui Zhou
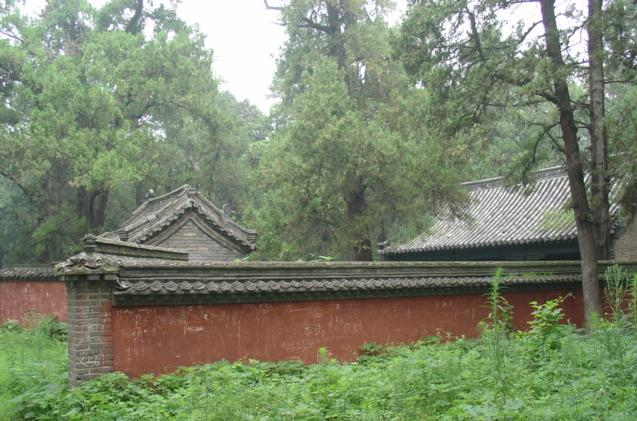
Cimitirul părinților lui Mencius
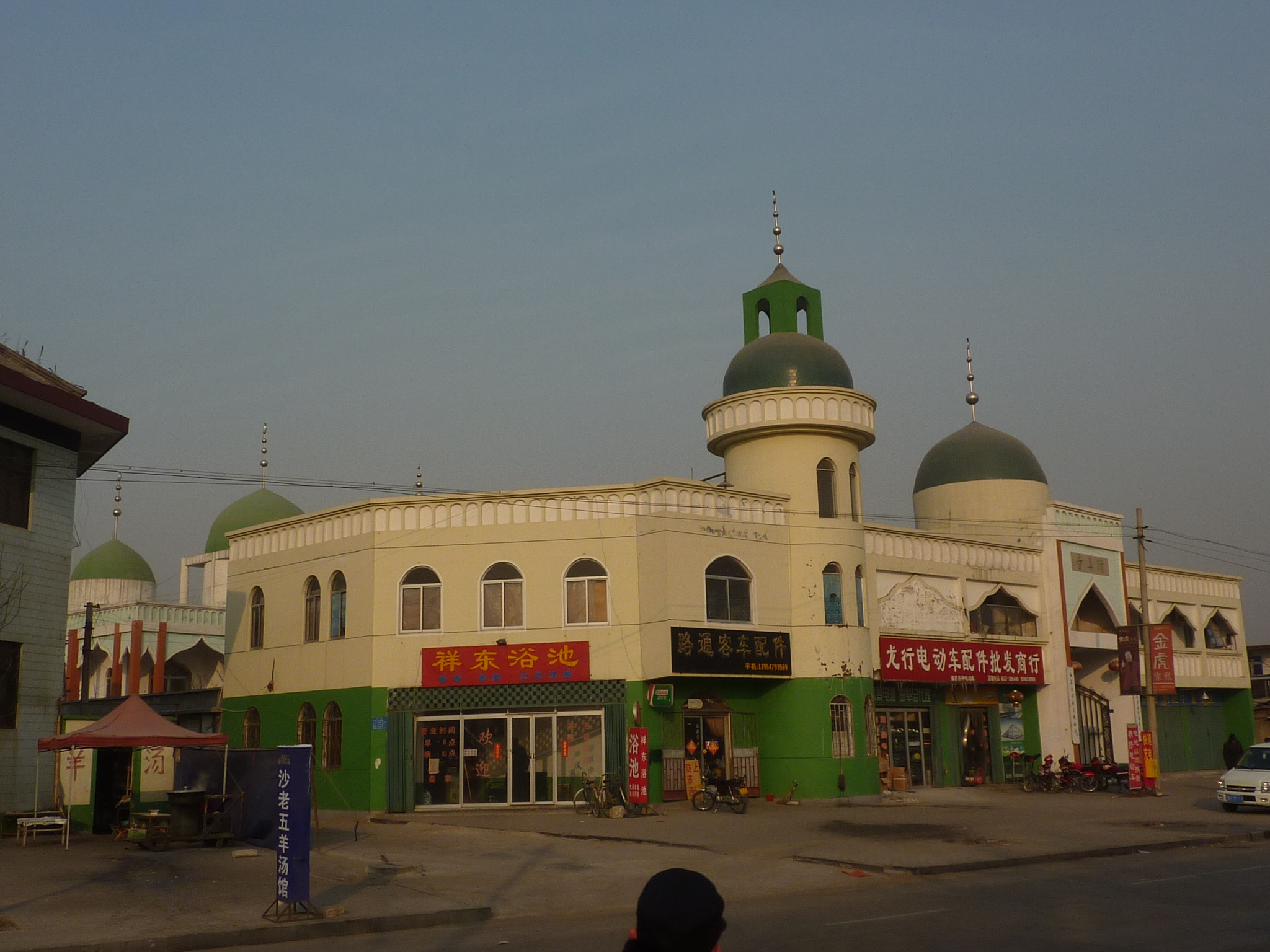
Moscheea Qufu
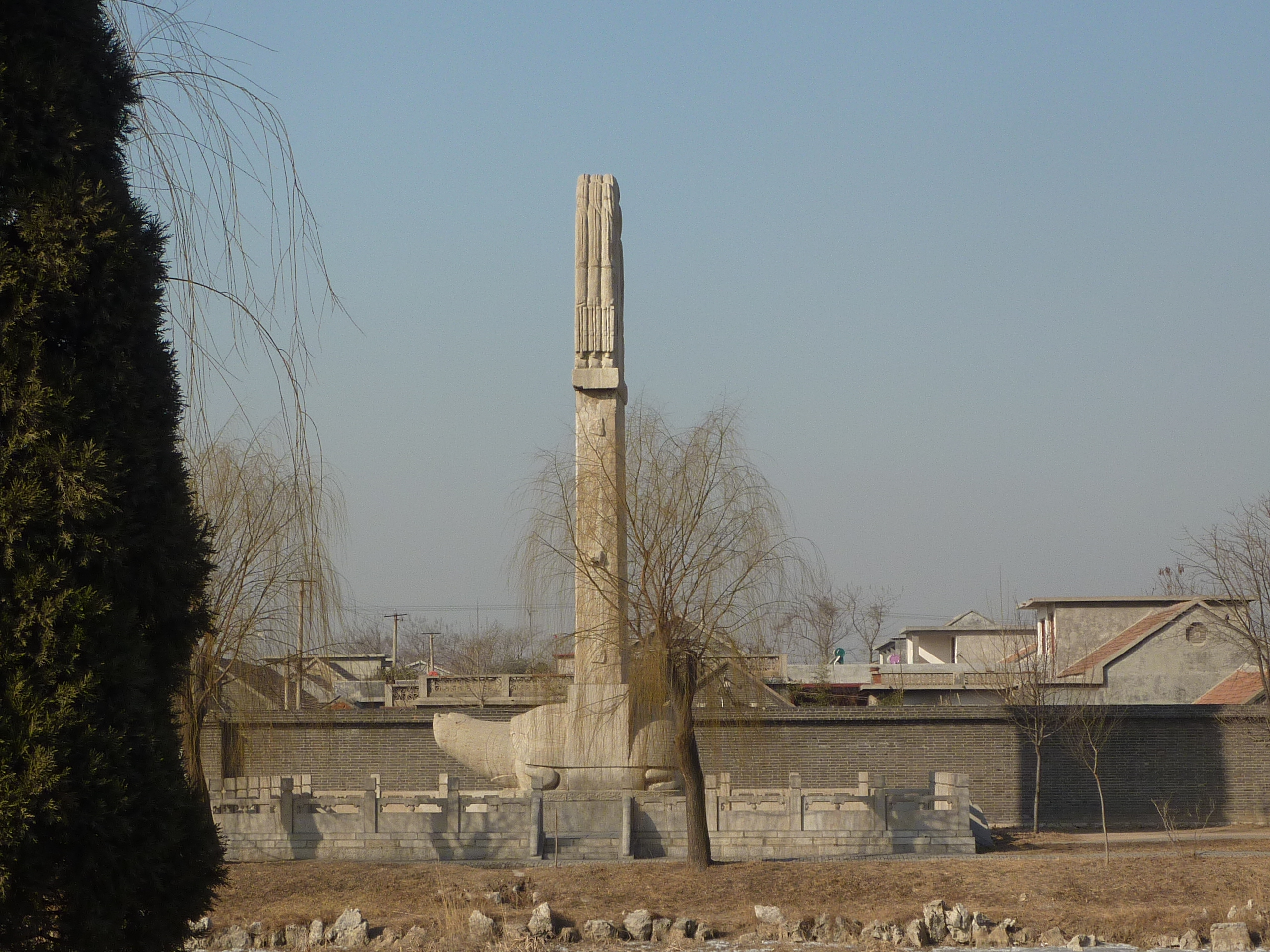
Stela Qing Shou („Sărbătorește Longevitatea”) pe o broască țestoasă de 6 metri la Shou Qiu
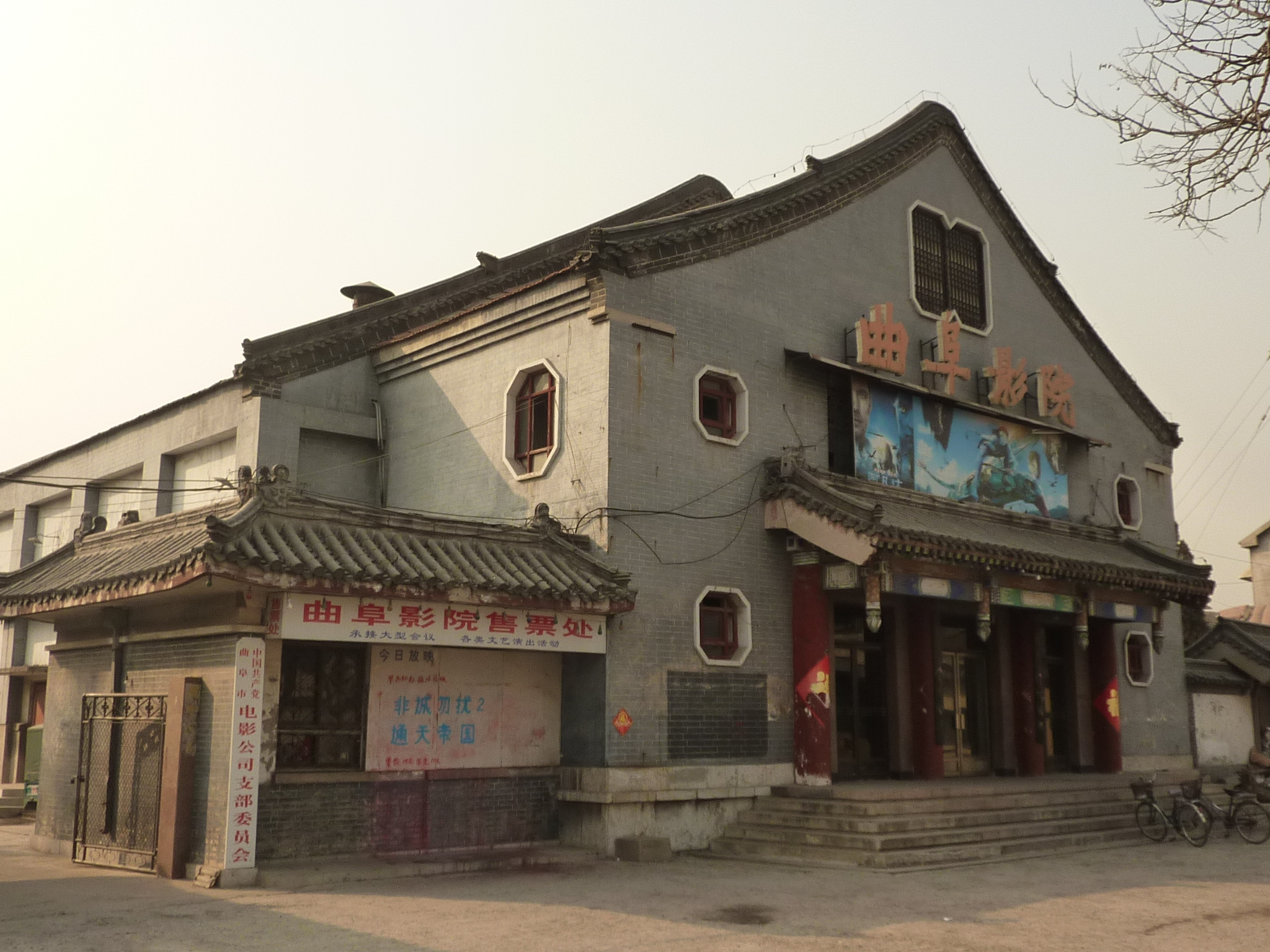
Cinema Qufu